# Giuseppe De Gol
Giuseppe Degol (Strigno, 29 agosto 1882 – Albaredo, 14 novembre 1915) è stato un militare italiano.
Nato in territorio soggetto alla giurisdizione dell'Impero austro-ungarico, prese parte alla prima guerra mondiale nelle file del Regio Esercito italiano. Decorato con medaglia d'oro al valor militare alla memoria.

## Biografia
Nacque a Strigno (Provincia di Trento), allora parte dell'Impero austro-ungarico, il 29 agosto 1882, figlio di Pietro e Brisida Tommaselli. Tra il 1903 e il 1905 prestò servizio nell'1º Reggimento Tiroler Kaiserjäger dell'Imperial regio Esercito austro-ungarico. In seguito si trasferì in Australia dove esercitò con successo la professione di commerciante di perle e diamanti. Nell'agosto 1914, allo scoppio della prima guerra mondiale, mosso da sentimenti Irredentisti, lasciò moglie e figlia ritornando in Italia. All'atto dell'entrata in guerra del Regno d'Italia si arruolò volontario nel Regio Esercito, assegnato, col proprio nome, alla 56ª Compagnia del Battaglione alpini "Verona", inquadrato nel 6º Reggimento alpini.  Combatté nella zona del Monte Altissimo, distinguendosi subito per le audaci imprese di ricognizione. Dopo aver frequentato un corso per allievi ufficiali di complemento, nel mese di settembre fu nominato aspirante, ritornando in servizio presso il Battaglione alpini "Verona" come comandante di una sezione di mitragliatrici.
La sera del 14 novembre 1915, al comando di 15 uomini, si incaricò volontariamente di portarsi oltre la linea delle vedette su quota 757 di Corna Calda (Albaredo, Trentino), per conoscere la consistenza di un posto avanzato nemico posto a quota 664, ed eventualmente occuparlo. Raggiunta quota 664 i soldati si avvicinarono alla postazione nemica, composta da una postazione per sentinella e da una baracca, ma dopo aver superato i reticolati furono avvistati dalla sentinella che diede l'allarme e iniziò a sparare gettando anche una bomba a mano. Colpito al petto continuò a dirigere il combattimento fino al suo termine, e subito dopo morì. Il suo corpo fu inizialmente sepolto a quota 461, venendo traslato dopo la fine della guerra nel suo paese natale. Alla sua memoria fu concessa dapprima la medaglia d'argento al valor militare, successivamente tramutata in medaglia d'oro, e ricevette la promozione postuma a sottotenente.
A lui è intitolata una caserma, ormai in disuso, a Strigno (TN).

### Annotazioni
1. ↑  Di professione agricoltore.
2. ↑  In quanto nato in territorio austro-ungarico se fosse stato catturato sarebbe stato considerato un traditore, e quindi condannato a morte per impiccagione.
3. ↑  Nel corso dell'estate del 1915 si fece notare per aver catturato da solo 8 soldati austriaci. Il colonnello Ugo Porta, comandante del 6º Reggimento alpini, quando fu promosso maggior generale, conoscendo il suo valore, gli regalò la propria pistola.

### Fonti
1. 1 2 3 4 5 6 7 8 9 10 11 12  Bianchi, Cattaneo 2011, p. 102.
2. 1 2  Il Foglio di Strigno, n.1 luglio 2011, p. 27.
3. ↑  Bianchi, Cattaneo 2011, p. 101.
4. ↑  Bollettino Ufficiale 1923, pag. 1581.